# Schafstall (Magdala)

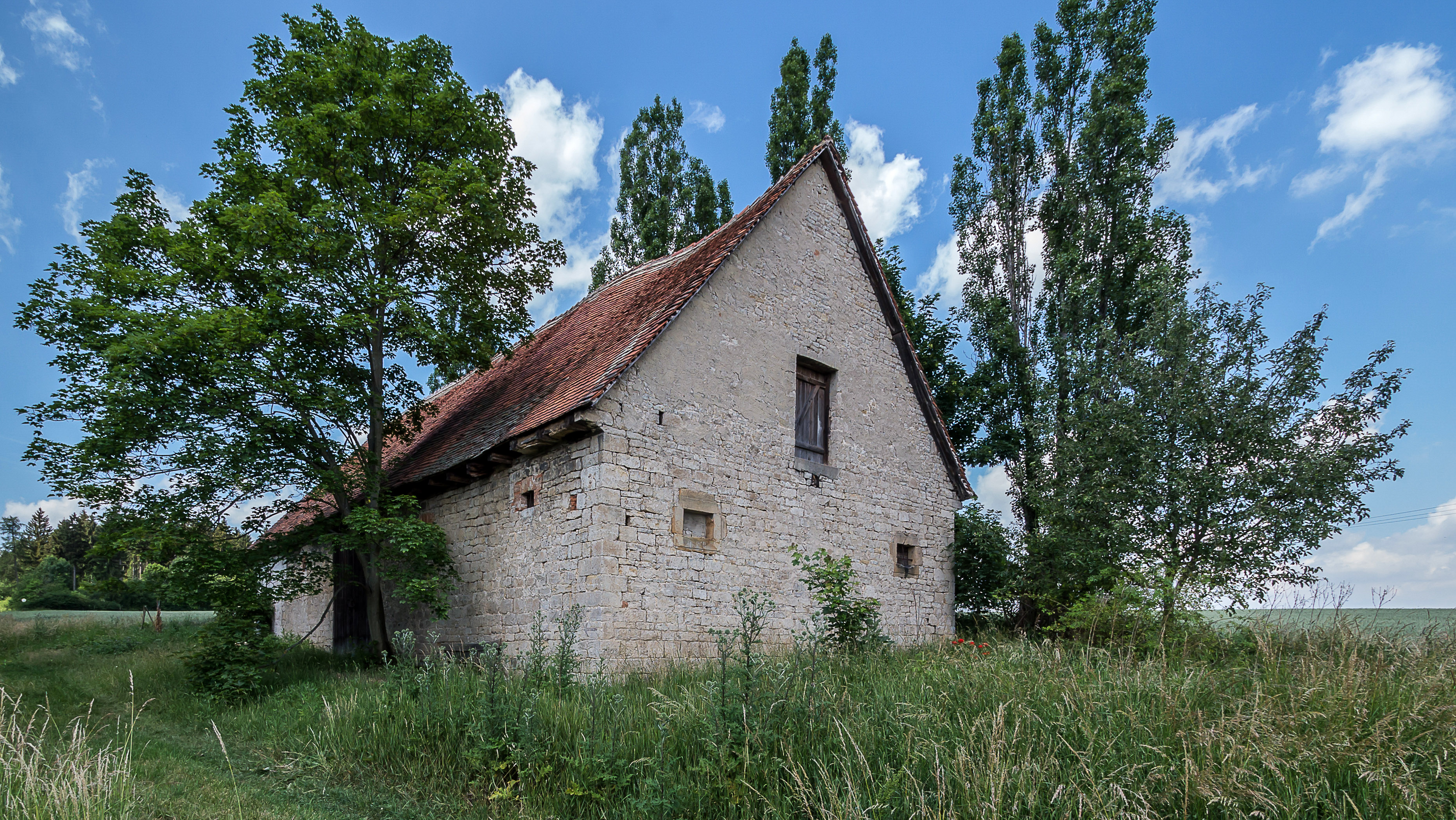
Feldscheune, ehemaliger Schafstall

An auffälliger Stelle Auf der oberen Pinkau in Magdala in Weimarer Land befindet sich eine alte Feldscheune bzw. ein alter ehemaliger Schafstall.
Eine topographische Angabe in Magdala heißt Am Schafstall. Diese aus Bruchstein entstand im 19. Jahrhundert.
Denkwürdig ist der Ort dahingehend, weil der Bereich des Pfingsttales bei Jena bis zu dieser Scheune bei den Nationalsozialisten 1936 wohl im Gespräch war zu einem großen Konzentrationslager zu werden anstatt des realisierten KZ Buchenwald.
Der Schafstall bei dem Ortsteil Maina ist Baudenkmal und Ausstellungsort.